# 9 юни
9 юни е 160-ият ден в годината според григорианския календар (161-ви през високосна). Остават 205 дни до края на годината.

## Събития
- 68 г. – Римският император Нерон извършва с помощта на секретаря си самоубийство, за да не претърпи унижението от бичуване, което го очаква след загубата на властта.
- 1535 г. – Френският пътешественик Жак Картие става първият европеец, открил реката Сейнт Лорънс в Канада.
- 1762 г. – Руският император Петър III абдикира от престола след бунт на гвардията и е заменен на трона от съпругата си императрица Екатерина II.
- 1815 г. – Подписан е договорът, с който приключва Виенския конгрес, съгласно който Русия анексира Полша, а Швейцария и Холандия получават независимост.

- 1889 г. – В Рим е открит паметник на Джордано Бруно на мястото, където е изгорен на клада като еретик.
- 1904 г. – Лондонският симфоничен оркестър изнася първия си концерт.
- 1909 г. – 22-годишната домакиня Алис Хайлър Рамзи става първата жена, прекосила САЩ с автомобил. Заедно с три нейни приятелки, които не знаели да карат, тя изминала с автомобил „Максуел“ разстоянието от Ню Йорк до Сан Франциско (3800 мили, 6115 км) за 59 дни.
- 1923 г. – В Царство България е извършен Деветоюнският преврат, чрез който е свалено правителството на Александър Стамболийски.
- 1928 г. – Американците Чарлз Кингсфор-Смит и Чарлз Улм извършват първия полет със самолет над Тихия океан.
- 1934 г. – Доналд Дък дебютира в анимационното филмче The Wise Little Hen.
- 1946 г. – Бумибол Адулядей става крал на Тайланд – най-дълго управляващия монарх в света.
- 1957 г. – Австралийски алпинисти изкачват за първи път връх Броуд Пик (12-ият по големина в света) в Пакистан.
- 1958 г. – Кралица Елизабет II открива официално лондонското летище Гетуик.
- 1967 г. – Шестдневната война: На 5-ия ден от войната Израелската армия отнема Голанските възвишения от Сирия.
- 1980 г. – Народна република България установява дипломатически отношения с Гренада.
- 1999 г. – Косовската война: Сключен е мирен договор между Съюзна република Югославия и НАТО, съгласно който югославските войски се изтеглят от Косово, а НАТО прекратява бомбардировките над югославски обекти.
- 2006 г. – Започва 18-ото Световно първенство по футбол в Германия, в първия мач домакините побеждават Коста Рика с 4:2.

## Родени
- 1640 г. – Леополд I, император на Свещената Римска империя († 1705 г.)
- 1661 г. – Фьодор III, цар на Русия († 1682 г.)
- 1672 г. – Петър I, император на Русия († 1725 г.)
- 1775 г. – Георг Гротефенд, германски филолог († 1853 г.)
- 1781 г. – Джордж Стивънсън, английски изобретател († 1848 г.)
- 1810 г. – Ото Николай, германски композитор († 1849 г.)
- 1812 г. – Йохан Готфрид Гал, германски астроном († 1910 г.)
- 1836 г. – Елизабет Гарет Андерсън, първата жена доктор в Англия († ?)
- 1843 г. – Берта фон Зутнер, австрийска писателка, Нобелова лауреатка през 1905 г. († 1914 г.)
- 1844 г. – Леонид Соболев, министър-председател на България († 1913 г.)
- 1854 г. – Херардус Боланд, холандски философ († 1922 г.)
- 1872 г. – Илия Матакиев, български лекар († 1946 г.)
- 1875 г. – Хенри Халет Дейл, британски физиолог, Нобелов лауреат през 1936 г. († 1968 г.)
- 1895 г. – Курт Цайцлер, германски офицер († 1963 г.)
- 1915 г. – Лес Пол, американски китарист и изобретател († 2009 г.)
- 1916 г. – Робърт Макнамара, американски министър на отбраната († 2009 г.)
- 1925 г. – Кийт Лаумър, американски писател († 1993 г.)
- 1930 г. – Евгения Шуплинова, писателка от Република Македония († 2008 г.)
- 1933 г. – Иван Зоин, български актьор († 2008 г.)
- 1941 г. – Джон Лорд, английски рокпианист († 2012 г.)
- 1942 г. – Иван Пунчев, български философ († 2009 г.)
- 1943 г. – Велико Стоянов, български актьор († 2024 г.)
- 1943 г. – Джо Холдеман, американски писател
- 1945 г. – Георги Василев, български футболист
- 1946 г. – Роберт Зара, австрийски футболист
- 1951 г. – Исмаил Абилов, български борец
- 1956 г. – Николай Цонев, български политик
- 1959 г. – Димитър Димитров, български треньор
- 1961 г. – Майкъл Джей Фокс, канадски актьор
- 1962 г. – Елвира Георгиева, българска поп и попфолк певица
- 1963 г. – Джони Деп, американски актьор
- 1967 г. – Милен Панайотов, български композитор
- 1978 г. – Вяра Йорданова, български политик и психолог
- 1978 г. – Матю Белами, британски певец
- 1978 г. – Генка Шикерова, българска репортерка
- 1978 г. – Мирослав Клозе, немски футболист
- 1981 г. – Калин Врачански, български актьор
- 1981 г. – Натали Портман, израелско-американска актриса
- 1983 г. – Алектра Блу, американска порно актриса
- 1984 г. – Уесли Снейдер, холандски футболист
- 1991 г. – Славчо Петрунов, народен изпълнител, фолклорист, поп и джаз изпълнител

## Починали
- 62 г. – Клавдия Октавия, римска императрица (* 39 г. или 40)
- 68 г. – Нерон, римски император (* 37 г.)
- 1870 г. – Чарлз Дикенс, британски писател (* 1812 г.)
- 1878 г. – Джанюариъс Макгахан, американски журналист (* 1844 г.)
- 1894 г. – Тодор Кесяков, български политик (* 1831 г.)
- 1924 г. – Иван Ташев, български революционер (* 1876 г.)
- 1934 г. – Христос Цундас, гръцки археолог (* 1857 г.)
- 1946 г. – Константин Стоянов, български инженер (* 1885 г.)
- 1960 г. – Семьон Лавочкин, съветски авиоконструктор (* 1900 г.)
- 1973 г. – Джон Кризи, американски писател (* 1908 г.)
- 1974 г. – Мигел Анхел Астуриас, гватемалски писател, Нобелов лауреат през 1967 г. (* 1899 г.)
- 1989 г. – Джордж Бидъл, американски генетик, Нобелов лауреат през 1958 г. (* 1903 г.)
- 1989 г. – Волфдитрих Шнуре, немски писател (* 1920 г.)
- 1994 г. – Ян Тинберген, холандски икономист, Нобелов лауреат през 1969 г. (* 1903 г.)
- 1997 г. – Алекси Иванов, български политик (* 1922 г.)
- 2000 г. – Ернст Яндл, немски поет (* 1925 г.)
- 2008 г. – Алгис Будрис, американски писател (* 1931 г.)
- 2008 г. – Карен Асрян, арменски шахматист (* 1980 г.)
- 2009 г. – Вера Мутафчиева, българска писателка (* 1929 г.)
- 2010 г. – Марина Семьонова, руска балерина (* 1908 г.)
- 2013 г. – Иън Банкс, шотландски писател (* 1954 г.)
- 2013 г. – Валтер Йенс, немски литературен историк (* 1923 г.)
- 2022 г. – Мат Цимерман, канадски актьор (* 1934 г.)
- 2023 г. – Мария Петрова, шлагерна певица, изпълнителка на стари градски песни (* 1940 г.)

## Празници
- Международен ден на архивите, отбелязва се от 2008 г. с решение на Международния съвет на Архивите
- Ден на работниците от леката промишленост (за 2013 г.) – Отбелязва се от 1970 г. през втория неделен ден от юни
- Уганда – Ден на националните герои
- Оклахома (САЩ) – Ден на възрастните хора